# Jarak
Jarak (en serbe cyrillique : Јарак) est une localité de Serbie située dans la province autonome de Voïvodine et sur le territoire de la ville de Sremska Mitrovica, district de  Syrmie (Srem). Au recensement de 2011, elle comptait 2 039 habitants.
Jarak, officiellement classé parmi les villages de Serbie, est une communauté locale, c'est-à-dire une subdivision administrative, de la ville de Sremska Mitrovica.

## Géographie

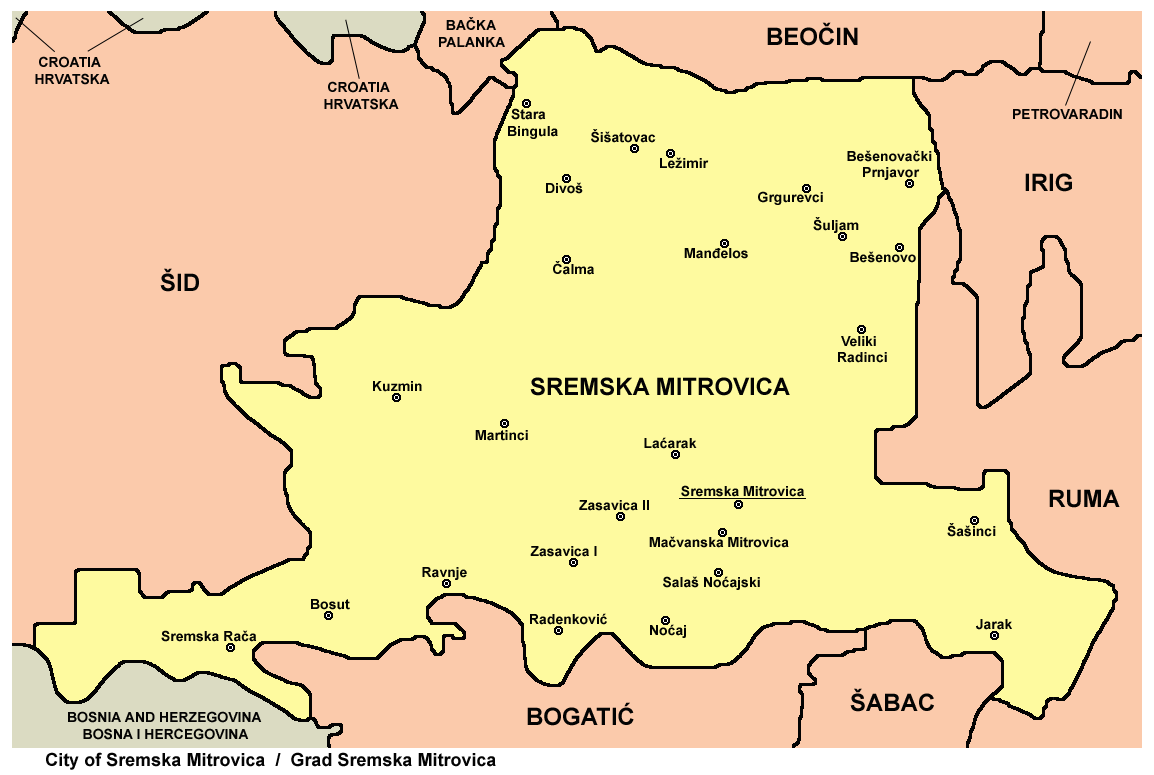
Localisation de Jarak dans la ville de Sremska Mitrovica

Jarak se trouve dans la région de Syrmie. Le village est situé sur les bords de la Jarčina, un affluent de la Save. 

## Démographie

### Évolution historique de la population
| 1948  | 1953  | 1961  | 1971  | 1981  | 1991  | 2002  | 2011  |
| ----- | ----- | ----- | ----- | ----- | ----- | ----- | ----- |
| 1 315 | 1 587 | 2 083 | 2 296 | 2 092 | 2 256 | 2 235 | 2 039 |

|  |

### Données de 2002
Pyramide des âges (2002)
En 2002, l'âge moyen de la population était de 38 ans pour les hommes et 40 ans pour les femmes.
Répartition de la population par nationalités (2002)
En 2002, les Serbes représentaient 93,9 % de la population ; le village abritait notamment une minorité rom (1,4 %).

### Données de 2011
En 2011, l'âge moyen de la population était de 42 ans, 40,9 ans pour les hommes et 43,1 ans pour les femmes.

## Vie locale
Jarak abrite une école élémentaire (en serbe : osnovna škola), l'école Jovan Jovanović Zmaj, qui accueille 310 élèves.
Chaque année est organisée une épreuve de natation en eau libre entre Jarak et Šabac.

## Tourisme
L'église Saint-Georges de Jarak a été construite en 1779 ; elle est inscrite sur la liste des monuments culturels de grande importance de la république de Serbie